# Benoît Pierre Charles de Musino du Hamel
Pour les articles homonymes, voir Hamel.
Benoît Pierre Charles de Musino du Hamel, né le 24 septembre 1748 à Saint-Remy-en-Bouzemont (Marne), mort le 20 septembre 1811 à Saint-Remy-en-Bouzemont (Marne), est un général français de la Révolution et de l’Empire.

## États de service
Il entre en service le 30 septembre 1764, comme sous-lieutenant en second du régiment du Roi-infanterie, et il arrive jusqu’au grade de chef de brigade au régiment d’artillerie de La Fère le 25 septembre 1788. Il est créé chevalier de Saint-Louis le même jour.
Il est promu maréchal de camp le 7 septembre 1792, à l’armée de l'Intérieur, et général de division le 15 mai 1793 à l’armée des Ardennes. Le 24 mai 1793 il est arrêté sur la base d’une dénonciation de maintenir une correspondance avec les princes émigrés, et le 20 juin suivant il est exclu de l’armée par le Comité de sûreté générale. 
Le 3 juillet 1795, il est réintégré, et il est mis en congé de réforme le 15 novembre 1797. Le 22 avril 1800, il est membre du conseil d’administration de hôpital militaire de Paris. Il est admis à la retraite le 21 juin 1811.
Il meurt le 20 septembre 1811 à Saint-Rémy-en-Bouzemont.

## Sources
- (en) « Generals Who Served in the French Army during the Period 1789 - 1814: Eberle to Exelmans »
- Thierry Pouliquen, « Les généraux français et étrangers ayant servis [sic] dans la Grande Armée » (consulté le 6 août 2014)
- (pl) « Napoléon.org.pl »
- Docteur Robinet, Jean-François Eugène et J. Le Chapelain, Dictionnaire historique et biographique de la révolution et de l'empire, 1789-1815, volume 2, Librairie Historique de la révolution et de l’empire, 886 p. (lire en ligne), p. 135.